# 山前遺跡
山前遺跡（やままえいせき）は、宮城県遠田郡美里町に所在する複合遺跡。縄文時代早期から中期にかけての集落跡と、古墳時代から平安時代にかけての集落跡からなり、1976年（昭和51年）6月7日に国の史跡に指定された。

## 概要
大崎平野の中の、低く大きな独立丘陵から南面に張り出した、標高15〜20メートルの段丘上の南側緩斜面に営まれた集落跡で、段丘の西側斜面に縄文時代早期の貝塚がある。
1965年（昭和40年）と1974年（昭和49年）、1975年（昭和50年）に発掘調査が行われた。縄文時代の集落は東西490メートル、南北120メートルの範囲で、中期の竪穴建物跡があり、段丘上に大規模な集落が形成されたことが判明しており、竪穴建物跡の径には約5メートルの円形の平面を示すものがある。貝層は径15メートルと小規模で、縄文早期～前期のカキ・ハマグリを主体である。
古墳時代前期の遺構面からは、集落跡とその前面を区画する大溝が発見されており、段丘端をめぐって幅4〜6メートルの周濠が掘られ、この濠に囲まれた内部に集落が営まれている。大溝は集落を防御するための施設とみられ、大溝内から木製の鋤先・砧・突き棒、竹製の笊・籠などが出土している。

## 所在地
- 〒987-0005 宮城県遠田郡美里町北浦字山前

## アクセス
- 東日本旅客鉄道小牛田駅から、車で9分